# The Lazarus Effect (Film)
The Lazarus Effect ist ein US-amerikanischer Science-Fiction-Thriller von David Gelb aus dem Jahr 2015 mit Mark Duplass, Olivia Wilde, Donald Glover, Evan Peters und Sarah Bolger. Premiere hatte der Film in den Vereinigten Staaten am 27. Februar 2015.

## Handlung
Der medizinische Forscher Frank und Zoe, seine Verlobte, haben ein Serum mit dem Codenamen Lazarus entwickelt. Ursprünglich sollte es Koma-Patienten helfen, aber es ist tatsächlich in der Lage, Tote wieder zum Leben zu erwecken.
Mit Unterstützung ihrer Freunde Niko und Clay sowie der Videofilmerin Eva führen die beiden einen erfolgreichen Versuch an einem kürzlich verstorbenen Hund durch. Auffällig ist jedoch, dass der Hund sich anders als vor seinem Tod verhält – sein Katarakt verschwindet, er verliert seinen Appetit und demonstriert andere Fähigkeiten. Tests zeigen, dass das Serum seltsame neue Synapsen im Gehirn des Hundes aufgebaut hat.
Als der Dekan der Universität von den nicht genehmigten Experimenten erfährt, wird das Projekt heruntergefahren. Frank und Zoe werden auch darüber informiert, dass ein großer Pharmakonzern die Firma gekauft hat, die ihre Forschung finanziert hat. Die Gesellschaft und ihre Anwälte beschlagnahmen alles, was mit dem Projekt verbunden ist.
Frank und sein Team schleichen zurück in ihr Labor, um das Experiment zu duplizieren, sodass sie nachweisen können, dass sie das Serum hergestellt haben. Während dieses Versuches gehen Dinge schief und Zoe erleidet einen tödlichen Stromschlag. Nicht bereit, sie gehen zu lassen, nutzt Frank das Serum, um sie wiederzubeleben. Zunächst wird das Verfahren zu einem Erfolg, aber das Team merkt bald, dass sich Zoe verändert hat. Sie behauptet, dass sie ihre Version der Hölle erlebt habe, als sie starb. Diese hatte einen Alptraum aus ihrer Kindheit als Ursprung. Als Kind wohnte Zoe in einer Wohnung in einem Gebäude, das Feuer fing. Sie sah ihre Nachbarn verbrennen. Dies wurde zu einem wiederkehrenden Alptraum. Zoe beginnt auch ungewöhnliche psychische Fähigkeiten zu demonstrieren. Unter dem Einfluss des Lazarus-Serums entwickelt sich ihr Gehirn unglaublich schnell, so dass Zoe übermenschliche Kräfte wie Telekinese und Telepathie beherrscht.
Das Serum bewirkt auch erhöhte Aggressivität mit erschreckenden Folgen. Niko geht in ein Zimmer und wird von Zoe überrascht. Nachdem er sich weigert, sie zu küssen, benutzt sie Telekinese, um ihn in einen Schrank zu werfen und dort zu töten. Als Clay zu wissen verlangt, wo Niko ist, tötet sie auch ihn durch das Ersticken mit einer E-Zigarette. Frank bereitet zur Gegenwehr tödliche Spritzen zusammen mit Eva vor und begibt sich, Eva zurücklassend, auf die Suche nach Zoe. Aber Zoe ermordet Frank, nachdem sie auf ihre Frage, ob er sie noch liebte, durch Telepathie seine wahren Gedanken und Absichten ergründet hat. Danach spritzt Zoe sich noch eine große Dosis des Lazarus-Serums, wodurch ihre Fähigkeiten noch stärker werden.
Mit ihren neu erwachten Fähigkeiten übernimmt sie die Macht in der gesamten Laborumgebung und schaltet den gesamten Strom und damit die Beleuchtung ab. Eva, die noch lebt, sucht im Dunkeln mit einer Handlampe nach Zoe. Beide begegnen sich schließlich und Zoe sendet sie in die Hölle, in die sie ging, als sie starb. Im Inneren des Alptraumes wird offenbar, dass es die kindliche Zoe war, die das Feuer in dem Gebäude verursachte. Eva wacht scheinbar auf und injiziert der ihr gegenüberstehenden Zoe das Gift mit einer Spritze. Zoe stirbt und Rettung naht, jedoch ist das offenbar eine Illusion und die noch lebendige Zoe tötet Eva. In einem abschließenden Experiment spritzt sie dann Frank ihr eigenes Blut (mit dem Lazarus-Serum) in dem Versuch, ihn von den Toten zurückzuholen. Es wird angedeutet, dass er ebenfalls als Monster erwachen wird.

## Veröffentlichung
Am 17. Dezember 2013 wurde bekannt, dass der Film in den Vereinigten Staaten unter dem Titel Lazarus am 30. Januar 2015 veröffentlicht werden würde. Lionsgate sollte den Vertrieb des Films übernehmen. Am 4. November 2014 erwarb Relativity Media den Film von Lionsgate und setzte die Premiere auf den 20. Februar 2015. Im Dezember 2014 wurde der Film in The Lazarus Effect umbenannt. Ebenso wurde der Kinostart um eine Woche auf den 27. Februar 2015 verlegt.
In Deutschland wurde der Film das erste Mal bei den Fantasy Filmfest Nights im März 2015 gezeigt. Ab 17. September 2015 war der Film als DVD bzw. Blu-ray erhältlich.

## Synchronisation
Die deutsche Synchronisation übernahm Metz-Neun Synchron.
| Darsteller    | Rolle | Deutsche Synchronstimme |
| ------------- | ----- | ----------------------- |
| Mark Duplass  | Frank | Torsten Sense           |
| Olivia Wilde  | Zoe   | Carolin Sophie Göbel    |
| Donald Glover | Niko  | Louis Friedemann Thiele |
| Evan Peters   | Clay  | Marco Sven Reinbold     |
| Sarah Bolger  | Eva   | Dagmar Bittner          |